# 東経130度線
東経130度線（とうけい130どせん）は、本初子午線面から東へ130度の角度を成す経線である。北極点から北極海、アジア、太平洋、オーストラリア、インド洋、南極海、南極大陸を通過して南極点までを結ぶ。東経130度線は西経50度線と共に大円を形成する。

## 日本
- 西九州自動車道の唐津インターチェンジ部の本線上に、東経130度線が横切っていることを示す標識が建てられている。
- 佐賀県立唐津東中学校・高等学校の敷地内に同窓会が設置した東経130度モニュメントがある[1][2]。
- 佐賀県立唐津東中学校・高等学校の北東角の信号交差点の名称が、2013年12月から「東経130度（Longitude 130°East）」となっている[3]。
- 2018年1月30日に、佐賀県立唐津東中学校・高等学校の前にある唐津市鏡交番の愛称が「東経130度交番」となった[4]。

- 鹿児島県喜界島には、東経130度子午線モニュメントが建てられており、道路上の子午線が黄色でペイントされている[5]　[6]

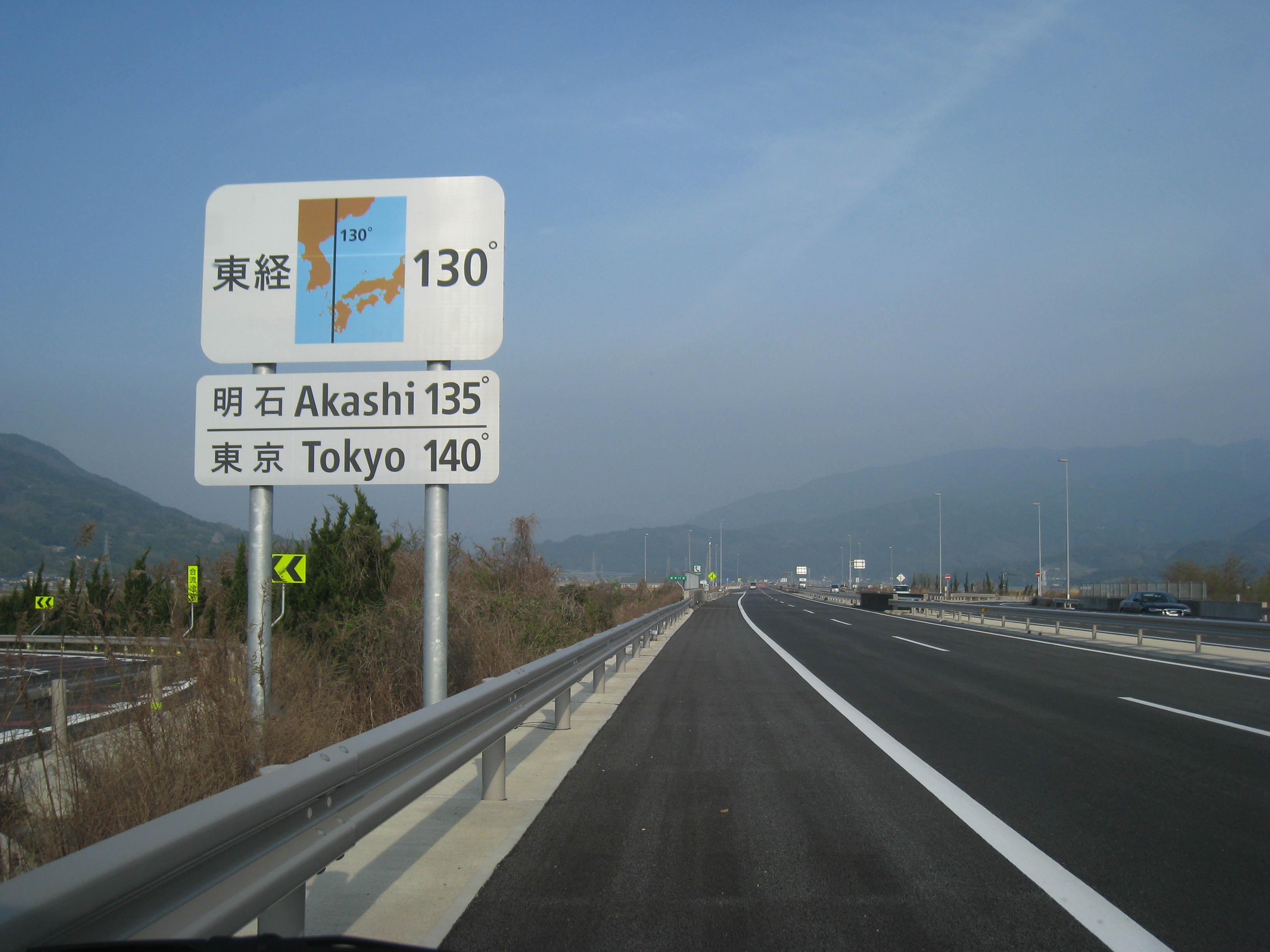
西九州自動車道唐津ICにおける東経130度線標識
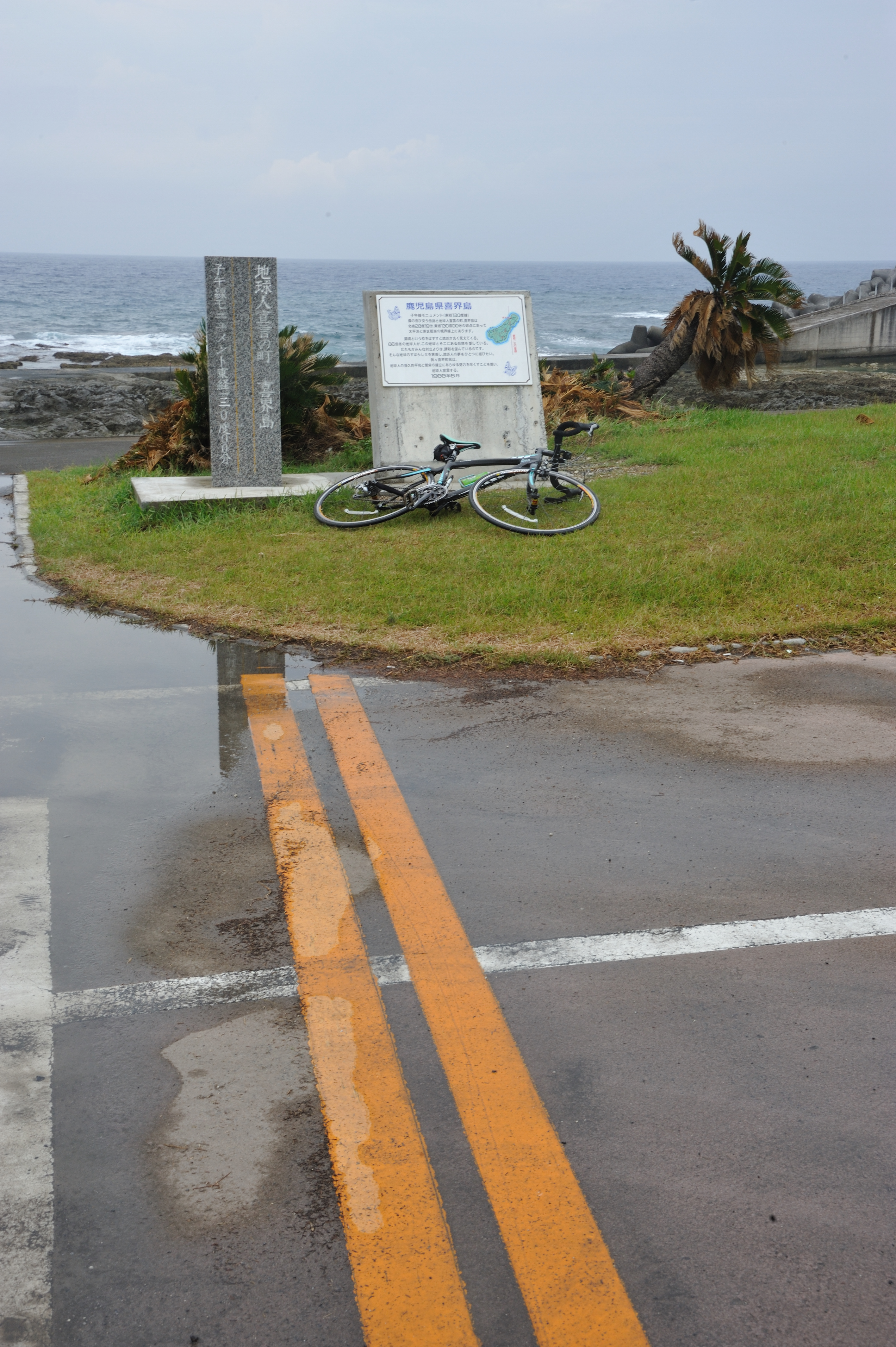
鹿児島県喜界島にある東経130度子午線を示す黄色い線
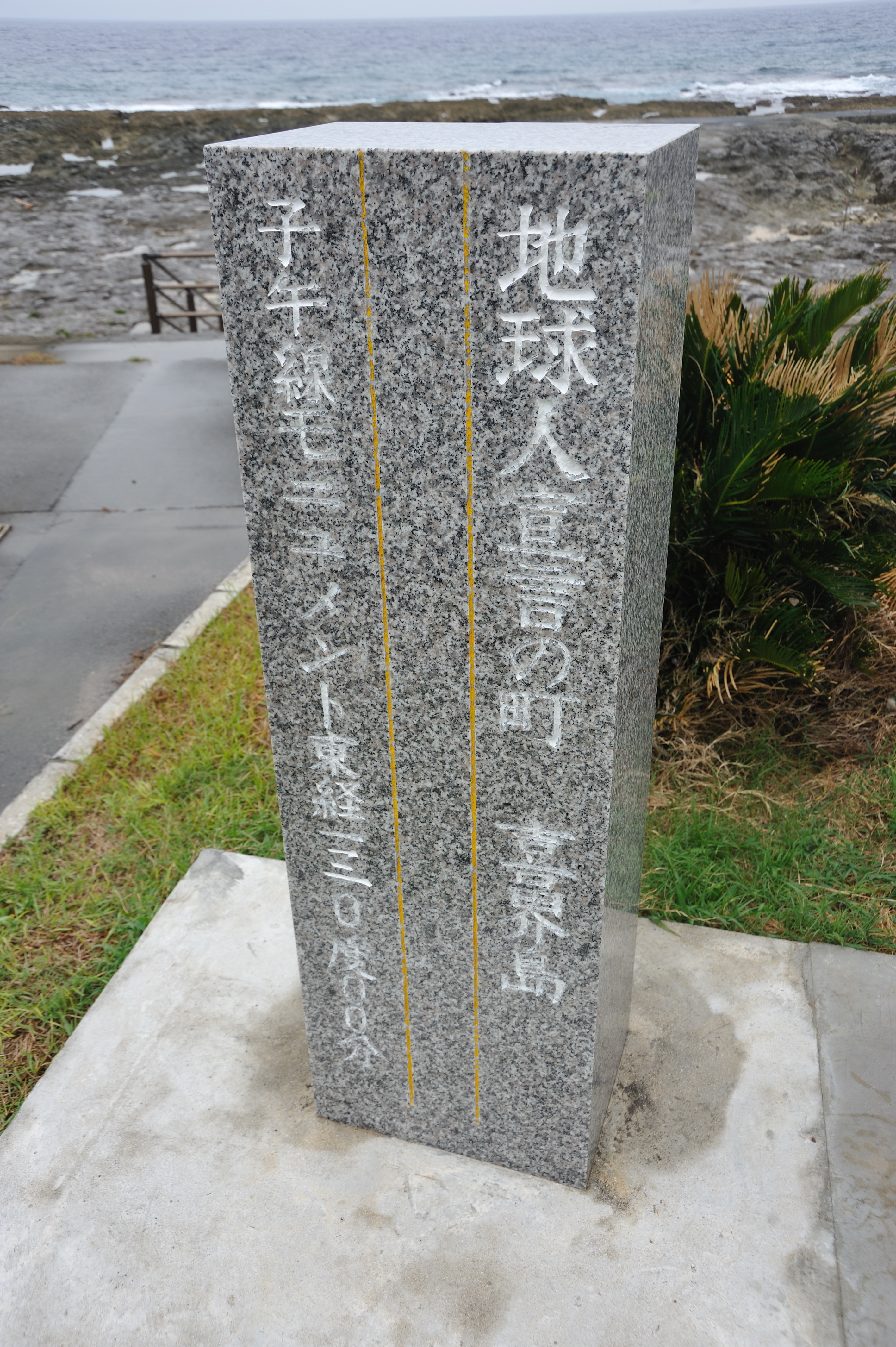
鹿児島県喜界島にある東経130度子午線のモニュメント

## 通過する国・地点
東経130度線は、北極点から南極点まで南に向かって以下の場所を通っている。
| 地理座標                                               | 国土・領土・領海 | 備考 |
| ------------------------------------------------------ | ---------------- | --- |
| 北緯90度0分 東経130度0分 / 北緯90.000度 東経130.000度  | 北極海           | |
| 北緯77度14分 東経130度0分 / 北緯77.233度 東経130.000度 | ラプテフ海       | |
| 北緯71度5分 東経130度0分 / 北緯71.083度 東経130.000度  | ロシア           | |
| 北緯49度0分 東経130度0分 / 北緯49.000度 東経130.000度  | 中華人民共和国   | 黒龍江省 吉林省（北緯43度51分 東経130度0分 / 北緯43.850度 東経130.000度から） |
| 北緯42度58分 東経130度0分 / 北緯42.967度 東経130.000度 | 北朝鮮           | 咸鏡北道 |
| 北緯42度0分 東経130度0分 / 北緯42.000度 東経130.000度  | 日本海           | |
| 北緯33度27分 東経130度0分 / 北緯33.450度 東経130.000度 | 日本             | 九州 — 佐賀県 — 長崎県（北緯33度2分 東経130度0分 / 北緯33.033度 東経130.000度から） |
| 北緯32度45分 東経130度0分 / 北緯32.750度 東経130.000度 | 東シナ海         | |
| 北緯32度23分 東経130度0分 / 北緯32.383度 東経130.000度 | 日本             | 下島 — 熊本県 |
| 北緯32度14分 東経130度0分 / 北緯32.233度 東経130.000度 | 東シナ海         | 日本・甑島列島（北緯31度49分 東経129度56分 / 北緯31.817度 東経129.933度）の東を通過 日本・黒島（北緯31度49分 東経129度57分 / 北緯31.817度 東経129.950度）の東を通過 日本・口永良部島（北緯30度28分 東経130度8分 / 北緯30.467度 東経130.133度）の西を通過 |
| 北緯30度0分 東経130度0分 / 北緯30.000度 東経130.000度  | 太平洋           | 日本・口之島（北緯29度57分 東経129度56分 / 北緯29.950度 東経129.933度）の東を通過 |
| 北緯28度21分 東経130度0分 / 北緯28.350度 東経130.000度 | 日本             | 喜界島 — 鹿児島県 |
| 北緯28度18分 東経130度0分 / 北緯28.300度 東経130.000度 | 太平洋           | |
| 北緯0度14分 東経130度0分 / 北緯0.233度 東経130.000度   | ハルマヘラ海     | インドネシアの数多くの小さな島の側を通過 |
| 南緯1度45分 東経130度0分 / 南緯1.750度 東経130.000度   | インドネシア     | ミソール島 |
| 南緯2度1分 東経130度0分 / 南緯2.017度 東経130.000度    | セラム海         | |
| 南緯2度59分 東経130度0分 / 南緯2.983度 東経130.000度   | インドネシア     | セラム島 |
| 南緯3度29分 東経130度0分 / 南緯3.483度 東経130.000度   | バンダ海         | バンダ諸島（南緯4度33分 東経130度0分 / 南緯4.550度 東経130.000度）を通過 |
| 南緯6度18分 東経130度0分 / 南緯6.300度 東経130.000度   | インドネシア     | セルア島（英語版） |
| 南緯6度19分 東経130度0分 / 南緯6.317度 東経130.000度   | バンダ海         | |
| 南緯7度42分 東経130度0分 / 南緯7.700度 東経130.000度   | インドネシア     | ババル諸島・Dawera島 |
| 南緯7度44分 東経130度0分 / 南緯7.733度 東経130.000度   | ティモール海     | オーストラリア・ノーザンテリトリー・バサースト島（英語版）（南緯11度47分 東経130度1分 / 南緯11.783度 東経130.017度）の西を通過 |
| 南緯13度31分 東経130度0分 / 南緯13.517度 東経130.000度 | オーストラリア   | ノーザンテリトリー 南オーストラリア州（南緯26度0分 東経130度0分 / 南緯26.000度 東経130.000度から） |
| 南緯31度35分 東経130度0分 / 南緯31.583度 東経130.000度 | インド洋         | オーストラリア当局は当海域が南極海の一部である旨を主張している[7][8] |
| 南緯60度0分 東経130度0分 / 南緯60.000度 東経130.000度  | 南極海           | |
| 南緯65度59分 東経130度0分 / 南緯65.983度 東経130.000度 | 南極大陸         | オーストラリア南極領土 - オーストラリアが領有権主張 |